# 405P/Lemmon
405P/Lemmon è una cometa periodica appartenente alla famiglia delle comete gioviane.
La cometa, inizialmente  ritenuta un asteroide (nel giro di pochi giorni venne scoperta due volte come asteroide, ricevendo entrambe le volte una diversa denominazione provvisoria, 2013 TL117 e 2013 UT2), fu scoperta nell'ambito delle attività dell'Osservatorio di Monte Lemmon da Jess A. Johnson. In seguito si comprese che i due asteroidi erano il medesimo oggetto e successivamente che tale oggetto era una cometa.
La sua osservazione nel passaggio al perielio del 2020 ne ha permesso la numerazione definitiva.